# 大瀬戸町
大瀬戸町（おおせとちょう）は、1955年から2005年まで、長崎県の西彼杵半島西部にあった町。西彼杵郡に属していた。
2005年4月1日に西海町・西彼町・大島町・崎戸町と合併して西海市となり、自治体としては消滅した。
現在、旧大瀬戸町役場に市役所本館・市議会が設置されている。市制施行後の「西海市大瀬戸町」についても併せて述べる。

## 地理
角力灘（五島灘）に面する西彼杵半島西部の丘陵地、および松島をはじめとする角力灘に浮かぶ島々が町域である。町制施行時は半島中央の飯盛山を境に西彼町・琴海町と接し、北は西海町、南は外海町に隣接していた。
町の東部には標高531mの飯盛山があり、照葉樹林やスギ・ヒノキ林に覆われた標高100-200mほどの丘陵地が海岸まで迫る。おもな河川は南部の雪浦川と北部の多以良川があり、それぞれ流域に細長い平野部がある。町の中央部である瀬戸地区は、半島部となった福島地区と松島によって波が遮られ、古くから港として利用されている。瀬戸港の目前には面積6.39km2の有人島・松島があり、周囲に小さな無人島が点在する。
五島灘を眺められる高台からは、北に大島・崎戸島・平戸島、西に五島列島、南に池島・伊王島・長崎半島を望むことができる。

## 沿革

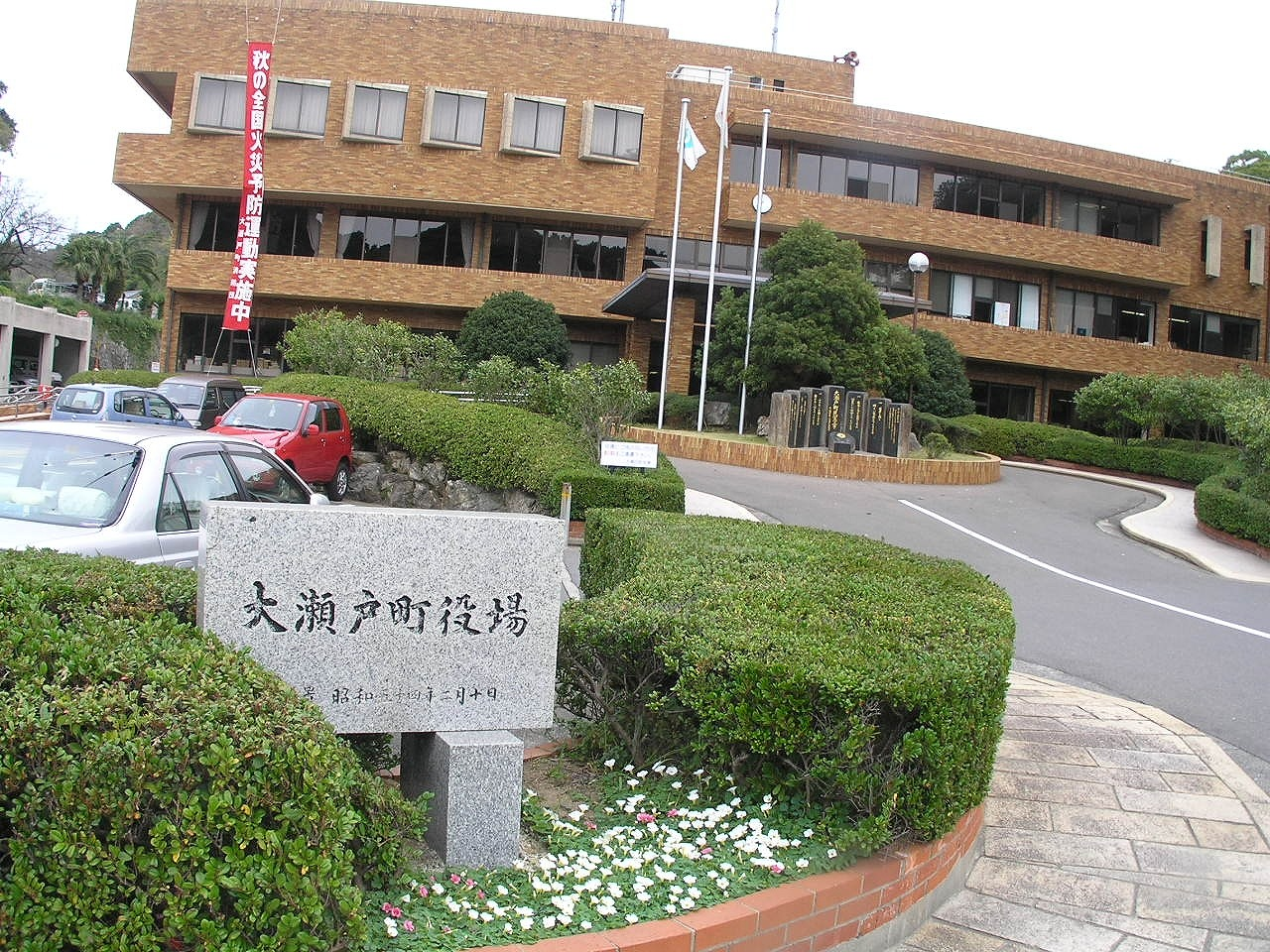
旧・大瀬戸町役場。2005年から西海市役所本館として利用されている

- 1889年（明治22年）4月1日 - 町村制施行により、西彼杵郡のうち後の町域にあたる瀬戸村、多以良村、松島村、雪浦村がそれぞれ単独村制にて成立する。
- 1928年（昭和3年）6月1日 - 瀬戸村が町制施行し瀬戸町となる[2]。
- 1955年（昭和30年）2月11日 - 瀬戸町、多以良村、松島村、雪浦村が合併し大瀬戸町となる。
- 2005年（平成17年）4月1日 - 西海町、西彼町、大島町、崎戸町と合併し市制施行。西海市が発足し、大瀬戸町は自治体として消滅。

## 地域

### 地名
郷を行政区域とする。大字は設置していないが、郷の名称に旧自治体名を冠する。
雪浦（旧雪浦村）
- 奥浦郷
- 上郷
- 久良木郷
- 河通郷（ごうつう）
- 幸物郷（こうぶつ）
- 小松郷
- 下郷
- 下釜郷（しものかま）

瀬戸（旧瀬戸町）
- 板浦郷
- 樫浦郷
- 下山郷（したのやま）
- 西浜郷
- 羽出川郷（はでがわ）
- 東浜郷
- 福島郷

多以良（旧多以良村）
- 内郷
- 外郷

松島（旧松島村）
- 内郷
- 外郷

## 教育
2005年（平成17年）の西海市制施行に伴い、町立小・中学校は全て西海市立に移行した。

### 高等学校
- 長崎県立西彼杵高等学校

### 中学校
- 大瀬戸中学校
1975年（昭和50年）に雪浦・瀬戸・多以良・松島の4校を統合した。

### 小学校
- 雪浦小学校
  - 幸物分校
- 瀬戸小学校
- 多以良小学校
- 松島小学校
西海市制施行後の2013年（平成25年）に雪浦小学校幸物分校・瀬戸・多以良・松島の各4校を統合し西海市立大瀬戸小学校となった。

## 交通

### 道路
- 国道202号

### バス
- さいかい交通（子会社化前は長崎自動車）

## 姉妹都市・提携都市
- 秦皇島市（中華人民共和国）

## 名所・旧跡・観光スポット・祭事・催事
- ホゲット石鍋製作所遺跡[3][4]
- 雪浦川 - 河川公園・雪浦ダム・つがね落としの滝
- 音浴博物館
- 雪浦海水浴場
- 尻久砂里浜
- 柳の浜海水浴場
- 遠見山展望所
- 電源開発松島火力発電所
- 外平海水浴場（ぜぜが浜）

## 大瀬戸町出身の著名人
- 堀川安市 - 教員・自然史研究家。日本と台湾の自然史研究で功績を残した。旧雪浦村出身。